# Troutbeck (Eden)
Koordinaten: 54° 38′ 6,4″ N, 2° 56′ 51,2″ W

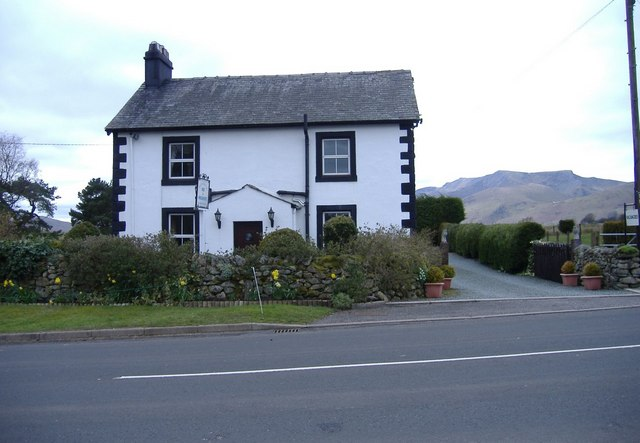
Troutbeck

Troutbeck ist ein Weiler im englischen Lake District (Grafschaft Cumbria), westlich von Penrith. Es gehört zur Civil parish Hutton in der Unitary Authority Westmorland and Furness. Troutbeck hatte eine Haltestelle der Cockermouth, Keswick and Penrith Railway.